# Park im. kpt. Franciszka Stala, Kawalera Orderu Virtuti Militari w Raciborzu

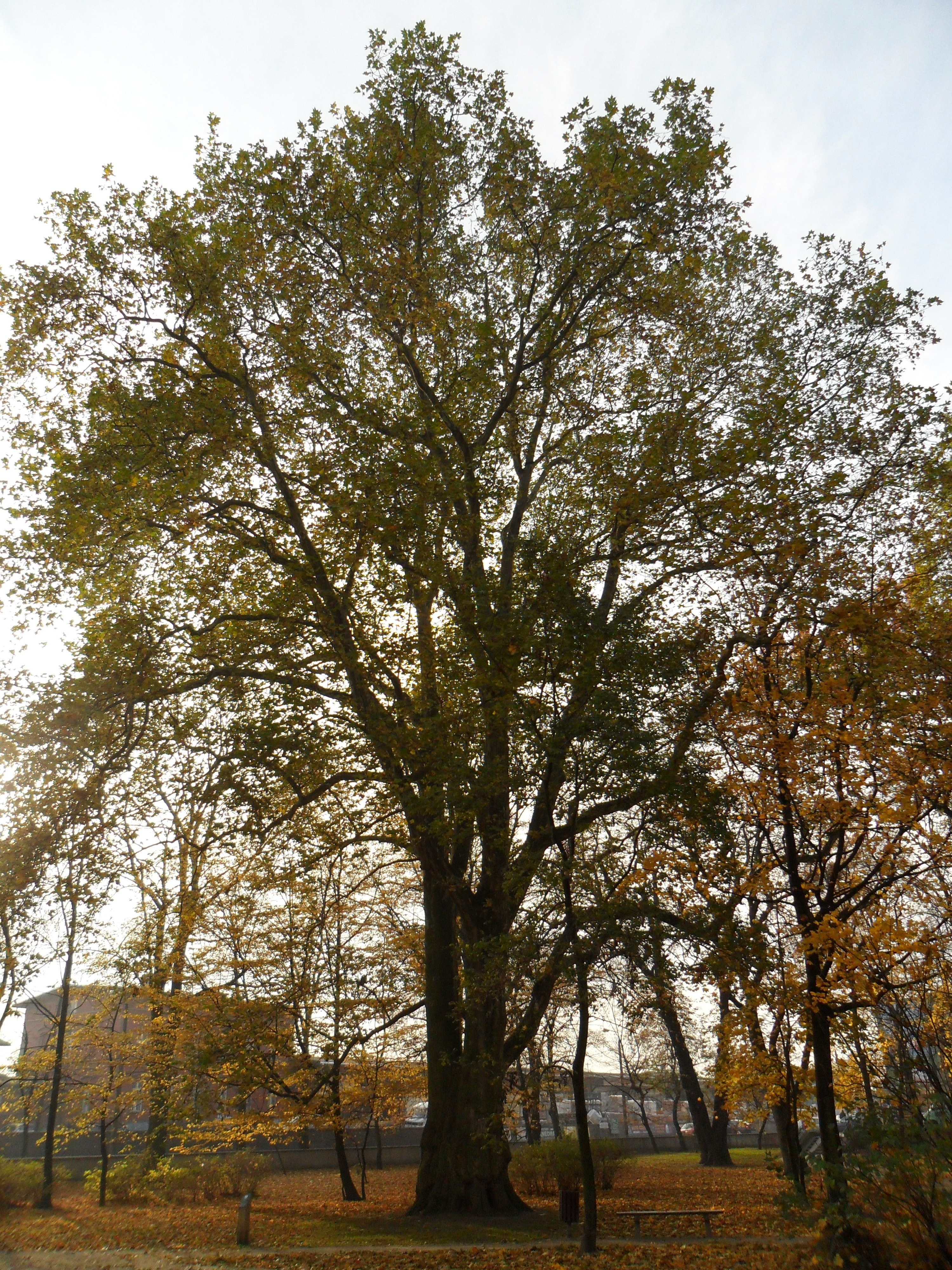
240-letni platan klonolistny w parku

Park im. kpt. Franciszka Stala, Kawalera Orderu Virtuti Militari (potocznie park Kolejowy) – park w Raciborzu, umiejscowiony między ulicami Głowackiego, Kolejową, Sejmową oraz osiedlem mieszkaniowym przy ul. Drzymały. Otrzymał nazwę po zmarłym w 2006 roku kpt. Franciszku Stalu.

## Historia
Teren dzisiejszego parku, leżącego niedaleko koryta Odry, był niegdyś silnie podmokły, porastał go las łęgowy. W 1856 roku działkę tę kupiło Górnośląskie Ziemstwo Książęce Opole-Racibórz i w ciągu trzech lat wybudowało na tym terenie swoją nową siedzibę. W pałacu w późniejszym okresie umieszczono urząd pracy. W 1945 roku został spalony przez Armię Czerwoną, a ruina po nim w latach 60. XX wieku rozebrana. Istniejący na tym terenie zadrzewiony park w 2007 roku Rada Miasta nazwała imieniem kpt. Franciszka Stala, kawalera Srebrnego Orderu Virtuti Militari, żołnierza Armii Krajowej, po wojnie uznanego działacza społecznego, długoletniego mieszkańca Raciborza i pracownika Polskich Kolei Państwowych.

## Przyroda
Park zdobią cztery okazy platana klonolistnego, uznane uchwałą Rady Miasta z 1992 roku za pomniki przyrody. Największy z nich liczy sobie około 240 lat i ma 730 cm obwodu, w czym znacznie ustępuje najgrubszemu w Polsce platanowi w Chojnie o obwodzie 950 cm, ale i tak zaliczany jest do najokazalszych w kraju i wymieniany jako najgrubszy w województwie śląskim i na Górnym Śląsku. Pozostałe trzy pomnikowe platany liczą sobie kolejno 200, 120 i 120 lat, a ich obwody wynoszą 574, 437 i 420 cm.
Osobliwością przyrodniczą parku jest również dziewięć sięgających dwustu lat okazów trzmieliny pospolitej, należących do największych i najstarszych krzewów tego gatunku rosnących w polskich miastach. Pokrojem przypominają niewielkie drzewka i stanowią pozostałość po dawnym lesie łęgowym rosnącym na tym terenie.